# 梅尔斯战争纪念碑
梅尔斯战争纪念碑（英語：Mells War Memorial）位于西南英格兰萨默塞特郡民政教区梅尔斯，于1921年揭幕，是埃德温·鲁琴斯爵士设计的第一次世界大战纪念建筑，也是他在梅尔斯设计的多幢建筑之一。鲁琴斯与当地霍纳氏和阿斯奎斯氏两大望族关系密切，所以多次获聘设计建筑，两大家族都有子嗣在战争中牺牲，两人的纪念碑均由鲁琴斯操刀。战争纪念碑旨在纪念村里“所有献出生命的青年一代”，建筑师同当地权贵一起在村内寻找合适的立碑地点。
纪念碑主体是大理石柱和上方的圣乔治屠龙塑像，鲁琴斯还曾在另外两个公共战争纪念碑采用类似设计。石柱基座刻有英国桂冠诗人创作的诗和梅尔斯战争往生者的姓名，两边是用当地采石场原料修筑的石墙，上面有紫杉树篱。石墙上后来新增圆形牌匾，刻有第二次世界大战期间牺牲的村民姓名。1921年6月25日，亚瑟·阿斯奎斯准将为纪念碑揭幕，他哥哥的名字就刻在基座上。梅尔斯战争纪念碑是II*级登录建筑，也是鲁琴斯战争纪念建筑“国家收藏”的一分子。从2015年开始，鲁琴斯设计的所有英格兰纪念建筑都已列入国家遗产保护。

## 背景

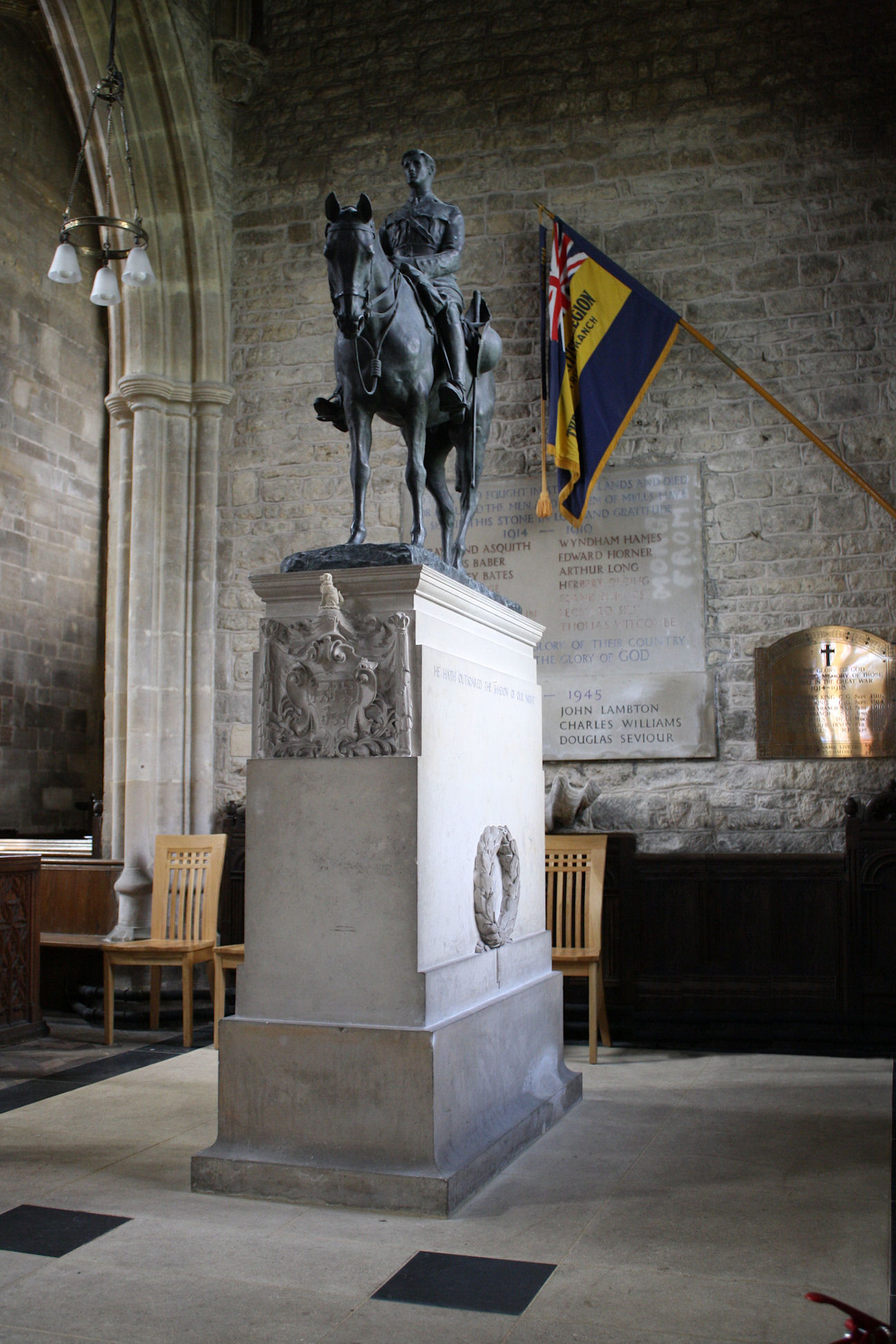
位于圣安德鲁教堂的爱德华·霍纳骑马塑像，鲁琴斯设计底座，塑像由阿尔弗雷斯·芒宁斯制作

第一次世界大战结束后，英国各地涌现成千上万的战争纪念建筑，这些纪念物的设计者以建筑师埃德温·鲁琴斯爵士最富盛名，英格兰历史建筑暨遗迹委员会（Historic England）称赞他是“所在世代具有领导地位的英国建筑师”。一战爆发前，鲁琴斯就通过给有钱人设计乡村别墅成名，但从1917年开始，他就把大部分时间投入战争伤亡人士纪念建筑设计，是帝国战争墓地委员会（Imperial War Graves Commission）的三名主要建筑师之一，为英国各地城镇和村庄设计大量战争纪念物，甚至其他英联邦国家和地区也有他的作品。伦敦白厅第一次世界大战阵亡将士纪念碑是鲁琴斯最有名的作品，也是英国休战纪念星期日活动焦点。
据蒂姆·斯凯尔顿（Tim Skelton）在著作《鲁琴斯与世界大战》（Lutyens and the Great War）记载：“如果所有请鲁琴斯设计战争纪念建筑的村庄有一个与众不同，那就是梅尔斯。鲁琴斯在该村设计的建筑很多，其中大部分是从业早期与葛楚德·杰克尔合作的乡村别墅和花园。两人与当地望族霍纳氏和阿斯奎斯氏关系密切，杰克尔的弟妹艾格尼丝·杰基尔（Agnes Jekyll）夫人是弗朗西斯·霍纳（Frances Horner）女士之妹，弗朗西斯和丈夫约翰爵士当时是梅尔斯庄园的主人，这座庄园别墅建于16世纪，是梅尔斯的中心。约翰爵士认识鲁琴斯后不久就聘请他装修霍纳家族位于伦敦的联排别墅。1896年，鲁琴斯与霍纳女士已成好友，并应后者邀请首度前往梅尔斯重建庄园，后来又接受委托为梅尔斯庄园完成其他多项修缮。
1917年11月，霍纳夫妇之子爱德华（Edward）与梅尔斯其他多名青年在西方战线的康布雷战役中阵亡。霍纳夫妇委托鲁琴斯在圣安德鲁教堂为儿子设计纪念建筑，鲁琴斯根据第一次世界大战阵亡将士纪念碑设计底座，上面是阿尔弗雷斯·芒宁斯（Alfred Munnings）制作的大型骑马塑像。教堂内还有鲁琴斯为英国首相H·H·阿斯奎斯长子雷蒙德·阿斯奎斯（Raymond Asquith）设计的纪念碑，雷蒙德也是霍纳夫妇的女婿，于1916年在索姆河战役中牺牲，两人的名字都刻在梅尔斯战争纪念碑上。
截至1916年，梅尔斯共有74名男子奔赴前线，弗朗西斯等多位女士在法国当护士。战争结束时，共有21名梅尔斯男儿阵亡，多人受伤。生还者包括圣安德鲁教堂助理牧师，他还因救下伤兵获軍功十字勳章。

## 委聘
梅尔斯最早的一战往生者纪念建筑是圣安德鲁教堂墙上的石碑，由皇家艺术学院设计，刻有14个人名。霍纳家族最早提出新建更大规模的公共纪念建筑，并为此召开公众大会。与会人员考虑的第一个问题是纪念建筑除纯粹的纪念外，是否还要具备其他实用或经济功能，如长凳、喷泉、花园、儿童游乐场等，最终大会决定采用能让人驻足欣赏并产生敬意的建筑。大会考量的竖立地点包括圣安德鲁教堂墓地，最后决定放在公路的显眼位置，让每个经过的人都能一眼看到。
1919年8月，经爱德华·霍纳的遗孀、约翰爵士和弗朗西斯·霍纳之女凯瑟琳·阿斯奎斯（Katharine Asquith）及其他村民代表陪同，鲁琴斯在梅尔斯实地考查，为纪念碑选址。鲁琴斯对村民承受的损失深感触动，他在写给妻子艾米莉（Emily）的信中表示：“这个周末就像春天一样，欢乐同泪水（雨水）并存，（村里）所有的年青人都没了”。他还称，自己“在村里找到绝佳位置，其他人别说找着，连想都没想到过，加上一点机智和耐心就获得村民的认可与欢呼”。

## 设计

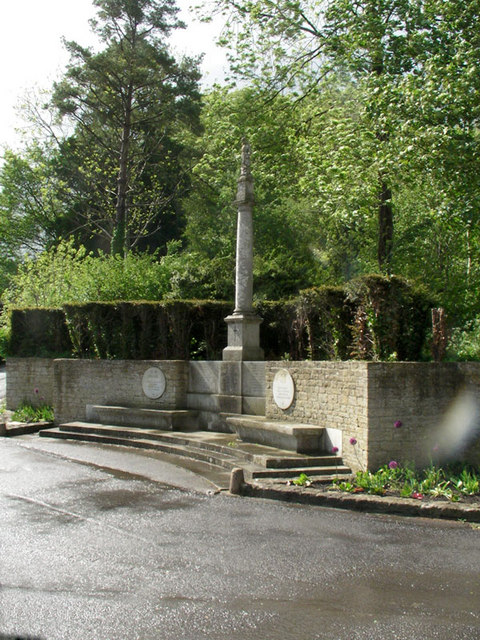
梅尔斯战争纪念碑侧面

纪念碑主体为托斯卡纳柱式珀贝克大理石，最上方是圣乔治屠龙的塑像。霍纳女士起初联系多位雕塑家创作原创作品，但要价均超过村民预算，所以她最终选择复制西敏寺亨利七世礼拜堂的圣乔治塑像。大理石柱下面是高而狭窄的波特兰石基座，上有铭文：“面对战争的乌云我等身死异乡，故土安详喜乐为我们立起石碑，1914至1918年”（WE DIED IN A STRANGE LAND FACING THE DARK CLOUD OF WAR AND THIS STONE IS RAISED TO US IN THE HOME OF OUR DELIGHT; MCMXIV & MCMXIX），是英国桂冠诗人罗伯特·布里奇斯（Robert Bridges）写给霍纳女士信中附上的诗，铭文上刻有十字架。
基座两边是相同大小的石质面板，上面刻有梅尔斯战争往生者的姓名。两侧墙上粗糙的方形石块源自附近杜林采石场，上面是紫杉树篱。两面侧墙前方各有一个石头长凳，与石墙固定在一起，中间突出至靠近石柱基座。石墙上的圆形牌匾刻有第二次世界大战的起止年份，以及战死村民的姓名。圣乔治塑像和铭文都是埃里克·吉尔（Eric Gill）的作品，鲁琴斯设计的雷蒙德·阿斯奎斯纪念碑也是由他完成。鲁琴斯去世后，科林·阿默里（Colin Amery）曾组织鲁琴斯作品展，他认为梅尔斯的各种纪念建筑在这位建筑师的作品中名列前茅。
鲁琴斯受一战影响很深，希望能用新建筑形式纪念迷惘的一代。他设计的战争纪念建筑有四十余座，其中大部分是抽象风格，许多一战纪念建筑采用寓言或象征雕塑，有些宗教意味极其浓厚。其中采用寓言雕塑的不多，梅尔斯战争纪念碑上的圣乔治塑像便是其一。鲁琴斯设计的其他公民纪念建筑也有些采用圣乔治塑像，如剑桥郡的福德汉战争纪念碑和东萨塞克斯郡的霍夫战争纪念碑，都有圣乔治手持剑盾的青铜塑像，但不及梅尔斯战争纪念碑复杂。此外，威灵顿公学礼拜堂的鲁琴斯纪念碑也有类似的圣乔治和龙雕塑。

## 历史
梅尔斯战争纪念碑耗资400英镑，全部来自公众捐款。1921年6月21日，亚瑟·阿斯奎斯（Arthur Asquith）准将为纪念碑揭幕，他哥哥雷蒙德的名字就刻在基座上。四年后，鲁琴斯设计的皇家海军师战争纪念碑在伦敦海军部大楼外揭幕，阿斯奎斯将军在纪念碑竖立期间发挥重要作用。
1969年1月1日，梅尔斯战争纪念碑与村政大厅因其特殊建筑和历史价值入选II*级登录建筑，一同入选的还有该村其他许多历史建筑，其中不乏鲁琴斯的作品。未经授权拆除或修整登录建筑将受法律惩处，其中II*级属“具有特殊意义且特别重要的建筑物”，约占总数的5.5%。2015年11月，为纪念第一次世界大战100周年，鲁琴斯所有的战争纪念建筑均入选“国家收藏”。

### 脚注
1. 1 2 3 4  Winter. p. 107.
2. 1 2 3 4 5 6 7 8 9  NHLE.
3. 1 2 3 4  Skelton, p. 81.
4. ↑  Gliddon, pp. 323–324.
5. ↑  Skelton, pp. 91, 216.
6. ↑  Borg, p. 111.
7. ↑  Boorman, pp. 138–139.
8. ↑  Hussey, p. 474.
9. ↑  Dakers, p. 126.
10. 1 2 3  Dakers, p. 209.
11. ↑  Mells WW1 And WW2 Tablet.
12. ↑  Brown, pp. 172–173.
13. ↑  War Memorial of the Month – September 2015 – Mells, Somerset.
14. ↑  Dakers, pp. 209–210.
15. ↑  Corke, p. 58.
16. ↑  Amery, et al., p. 143.
17. ↑  Skelton, p. 173.
18. ↑  Dakers, p. 210.
19. ↑  Mells.
20. ↑  Quinlan, p. 231.
21. ↑  The Listing and Grading of War Memorials.
22. ↑  National Collection of Lutyens' War Memorials Listed.